# Serie A1 2010-2011 (pallanuoto maschile)
La Serie A1 2010-2011 è stata la 92ª edizione della massima serie del campionato italiano maschile di pallanuoto disputato dal 1912, anno della sua prima edizione. La regular season è iniziata il 16 ottobre 2010 e si è conclusa il 2 aprile 2011. Alla fine di essa si sono disputati i play-off dal 23 aprile al 18 maggio 2011.
Le due neopromosse, Camogli e Ortigia, hanno conquistato la salvezza, mentre sono retrocesse in Serie A2 Imperia e Lazio.

Per il secondo anno consecutivo si sono affrontate in finale Pro Recco e Rari Nantes Savona. La formazione recchelina si è imposta in gara 3 conquistando il sesto scudetto consecutivo, il venticinquesimo della sua storia.

## Squadre partecipanti
| Club      | Città     | Piscina                       |
| --------- | --------- | ----------------------------- |
| Bogliasco | Bogliasco | Piscina Comunale di Bogliasco |
| Camogli   | Camogli   | Piscina Giuva Baldini         |
| Florentia | Firenze   | Piscina Goffredo Nannini      |
| Imperia   | Imperia   | Piscina Felice Cascione       |
| Latina    | Latina    | Piscine Città di Latina       |
| Lazio     | Roma      | Stadio Olimpico del Nuoto     |
| Leonessa  | Brescia   | Piscina Palasystema           |
| Nervi     | Genova    | Piscina comunale di Nervi     |
| Ortigia   | Siracusa  | Piscina Paolo Caldarella      |
| Posillipo | Napoli    | Piscina Felice Scandone       |
| Pro Recco | Recco     | Piscina Punta Sant'Anna       |
| Savona    | Savona    | Piscina Carlo Zanelli         |

## Allenatori
| Club      | Allenatore           |
| --------- | -------------------- |
| Bogliasco | Jonathan Del Galdo   |
| Camogli   | Ricardo Azevedo      |
| Florentia | Riccardo Tempestini  |
| Imperia   | Enrico Gerbò         |
| Latina    | Yiannis Giannouris   |
| Lazio     | Cristiano Ciocchetti |
| Leonessa  | Alessandro Bovo      |
| Nervi     | Marco Baldineti      |
| Ortigia   | Aldo Baio            |
| Posillipo | Carlo Silipo         |
| Pro Recco | Giuseppe Porzio      |
| Savona    | Claudio Mistrangelo  |

### Allenatori esonerati, dimessi e subentrati
- Florentia: Esonerato Dusan Popović - Subentrato Riccardo Tempestini[2] (dalla 20ª giornata)

## Regular season

### Classifica
|  |     | Regular season 2010-2011 | Pti | G  | V  | N | P  | GF  | GS  | DR   |
|  | --- | ------------------------ | --- | -- | -- | - | -- | --- | --- | ---- |
|  | 1.  | Pro Recco                | 66  | 22 | 22 | 0 | 0  | 314 | 149 | +165 |
|  | 2.  | Savona                   | 57  | 22 | 19 | 0 | 3  | 281 | 174 | +107 |
|  | 3.  | Posillipo                | 52  | 22 | 17 | 1 | 4  | 220 | 174 | +46  |
|  | 4.  | Leonessa                 | 43  | 22 | 14 | 1 | 7  | 264 | 207 | +57  |
|  | 5.  | Bogliasco                | 33  | 22 | 10 | 3 | 9  | 208 | 218 | -10  |
|  | 6.  | Florentia                | 29  | 22 | 9  | 2 | 11 | 241 | 240 | +1   |
|  | 7.  | Camogli                  | 28  | 22 | 8  | 4 | 10 | 231 | 234 | -3   |
|  | 8.  | Latina                   | 24  | 22 | 8  | 0 | 14 | 205 | 236 | -31  |
|  | 9.  | Ortigia                  | 22  | 22 | 7  | 1 | 14 | 199 | 226 | -27  |
|  | 10. | Nervi                    | 19  | 22 | 6  | 1 | 15 | 207 | 260 | -53  |
|  | 11. | Lazio                    | 14  | 22 | 4  | 2 | 16 | 171 | 232 | -61  |
|  | 12. | Imperia                  | 1   | 22 | 0  | 1 | 21 | 147 | 337 | -190 |

### Capoliste solitarie
- dall'11ª alla 22ª giornata:  Pro Recco

### Record
- Maggior numero di vittorie:  Pro Recco (22)
- Minor numero di sconfitte:  Pro Recco (0)
- Migliore attacco:  Pro Recco (314 gol fatti)
- Miglior difesa:   Pro Recco (149 gol subiti)
- Miglior differenza reti:  Pro Recco (+165)
- Maggior numero di pareggi:  Camogli (4)
- Minor numero di pareggi:  Latina,  Pro Recco e  Savona (0)
- Minor numero di vittorie:  Imperia (0)
- Maggior numero di sconfitte:  Imperia (21)
- Peggiore attacco:  Imperia (147 gol fatti)
- Peggior difesa:  Imperia (337 gol subiti)
- Peggior differenza reti:  Imperia (-190)
- Partita con più reti:  Florentia -  Nervi 19-12 (31)
- Partita con maggiore scarto di gol:  Pro Recco -  Imperia 21-3 (18)
- Maggior numero di reti in una giornata: 154 (21ª giornata)
- Minor numero di reti in una giornata: 105 (5ª giornata)
- Maggior numero di risultati utili consecutivi:  Pro Recco (22)
- Maggior numero di sconfitte consecutive:  Imperia (21)
- Maggior numero di vittorie consecutive:  Pro Recco (22)

### Calendario e risultati
| andata | 1ª giornata          | ritorno |
| 12-15  | Camogli - Savona     | 8-13    |
| 8-8    | Imperia - Lazio      | 6-14    |
| 14-8   | Florentia - Latina   | 10-11   |
| 8-12   | Ortigia - Pro Recco  | 6-15    |
| 10-8   | Leonessa - Bogliasco | 7-8     |
| 9-9    | Nervi - Posillipo    | 5-8     |

| andata | 4ª giornata         | ritorno |
| 21-3   | Pro Recco - Imperia | 22-6    |
| 7-11   | Camogli - Leonessa  | 13-15   |
| 7-6    | Posillipo - Latina  | 11-5    |
| 12-11  | Bogliasco - Ortigia | 5-8     |
| 9-6    | Lazio - Florentia   | 11-13   |
| 21-4   | Savona - Nervi      | 12-8    |

| andata | 7ª giornata           | ritorno |
| 12-9   | Posillipo - Lazio     | 11-8    |
| 13-12  | Florentia - Imperia   | 17-4    |
| 9-18   | Bogliasco - Pro Recco | 8-22    |
| 8-8    | Ortigia - Camogli     | 9-12    |
| 10-12  | Nervi - Leonessa      | 12-11   |
| 7-9    | Latina - Savona       | 7-15    |

| andata | 10ª giornata          | ritorno |
| 10-10  | Camogli - Bogliasco   | 11-11   |
| 9-15   | Imperia - Posillipo   | 5-21    |
| 9-17   | Florentia - Pro Recco | 6-19    |
| 14-7   | Leonessa - Latina     | 17-13   |
| 8-5    | Savona - Lazio        | 17-10   |
| 11-10  | Nervi - Ortigia       | 11-13   |

| andata | 2ª giornata           | ritorno |
| 12-6   | Pro Recco - Camogli   | 12-9    |
| 9-8    | Posillipo - Florentia | 8-6     |
| 11-7   | Bogliasco - Nervi     | 13-12   |
| 7-14   | Lazio - Leonessa      | 9-15    |
| 23-7   | Savona - Imperia      | 20-4    |
| 12-7   | Latina - Ortigia      | 6-10    |

| andata | 5ª giornata           | ritorno |
| 4-6    | Posillipo - Pro Recco | 5-10    |
| 8-12   | Florentia - Savona    | 10-16   |
| 9-5    | Ortigia - Lazio       | 13-5    |
| 11-8   | Leonessa - Imperia    | 18-5    |
| 10-17  | Nervi - Camogli       | 11-9    |
| 7-8    | Latina - Bogliasco    | 7-13    |

| andata | 8ª giornata          | ritorno |
| 16-10  | Pro Recco - Nervi    | 15-5    |
| 11-10  | Camogli - Latina     | 12-10   |
| 6-9    | Imperia - Ortigia    | 6-15    |
| 8-7    | Lazio - Bogliasco    | 6-8     |
| 10-10  | Leonessa - Florentia | 12-11   |
| 11-9   | Savona - Posillipo   | 12-14   |

| andata | 11ª giornata         | ritorno |
| 8-6    | Pro Recco - Savona   | 11-6    |
| 11-10  | Posillipo - Leonessa | 7-14    |
| 14-5   | Bogliasco - Imperia  | 14-8    |
| 7-8    | Lazio - Camogli      | 13-13   |
| 10-13  | Ortigia - Florentia  | 10-12   |
| 12-9   | Latina - Nervi       | 15-13   |

| andata | 3ª giornata           | ritorno |
| 4-18   | Imperia - Camogli     | 10-13   |
| 12-12  | Florentia - Bogliasco | 11-13   |
| 8-10   | Ortigia - Posillipo   | 5-12    |
| 10-13  | Leonessa - Savona     | 6-8     |
| 9-7    | Nervi - Lazio         | 5-6     |
| 8-14   | Latina - Pro Recco    | 5-15    |

| andata | 6ª giornata           | ritorno |
| 13-10  | Pro Recco - Leonessa  | 11-8    |
| 6-13   | Camogli - Florentia   | 12-11   |
| 8-13   | Imperia - Nervi       | 7-14    |
| 5-9    | Bogliasco - Posillipo | 7-9     |
| 6-14   | Lazio - Latina        | 5-11    |
| 15-7   | Savona - Ortigia      | 9-7     |

| andata | 9ª giornata         | ritorno |
| 10-9   | Posillipo - Camogli | 9-7     |
| 19-12  | Florentia - Nervi   | 9-7     |
| 6-14   | Lazio - Pro Recco   | 6-11    |
| 8-12   | Ortigia - Leonessa  | 8-17    |
| 12-7   | Latina - Imperia    | 12-9    |
| 5-7    | Bogliasco - Savona  | 7-13    |

## Play-off
I quarti di finale si disputano su gare di andata e ritorno; semifinali e finali si giocano al meglio di tre partite. Le gare di classificazione servono a determinare l'accesso alle Coppe Europee.

### Tabellone
|  | Quarti di finale | Quarti di finale | Quarti di finale | Quarti di finale | Quarti di finale |  |  | Semifinali | Semifinali | Semifinali | Semifinali | Semifinali |    |   | Finale | Finale    | Finale | Finale | Finale |  |
|  |                  |                  |                  |                  |                  |  |  |            |            |            |            |            |    |   |        |           |        |        |        |  |
|  | 1                | Pro Recco        | Pro Recco        | 18               | 11               |  |  |            |            |            |            |            |    |   |        |           |        |        |        |  |
|  | 8                | Latina           | Latina           | 6                | 7                |  |  | 1          | Pro Recco  | Pro Recco  | 22         | 15         |    |   |        |           |        |        |        |  |
|  | 4                | Leonessa         | Leonessa         | 6                | 10               |  |  | 5          | Bogliasco  | Bogliasco  | 7          | 4          |    |   |        |           |        |        |        |  |
|  | 5                | Bogliasco        | Bogliasco        | 9                | 8                |  |  |            |            |            |            |            |    |   | 1      | Pro Recco | 12     | 10     | 10     |  |
|  | 2                | Savona           | Savona           | 13               | 15               |  |  |            |            | 2          | Savona     | 9          | 11 | 6 |        |           |        |        |        |  |
|  | 7                | Camogli          | Camogli          | 5                | 9                |  |  | 2          | Savona     | Savona     | 8          | 10         |    |   |        |           |        |        |        |  |
|  | 3                | Posillipo        | Posillipo        | 12               | 7                |  |  | 3          | Posillipo  | Posillipo  | 5          | 3          |    |   |        |           |        |        |        |  |
|  | 6                | Florentia        | Florentia        | 10               | 8                |  |  |            |            |            |            |            |    |   |        |           |        |        |        |  |

### Quarti di finale

#### Andata
| Arbitri: | Bensaia Pascucci |

|               |           |                    |
| 3: Vittorioso | Marcatori | 4: Benedek, Ivović |

| Arbitri: | Radičević Rak |

|                                 |           |         |
| 2: R. Di Somma, Nossek, Deserti | Marcatori | 2: Elez |

| Arbitri: | Bianchi Severo |

|             |           |            |
| 2: Fondelli | Marcatori | 3: Janović |

| Arbitri: | Caputi Taccini |

|         |           |           |
| 4: Bini | Marcatori | 4: Hutten |

#### Ritorno
| Arbitri: | Ceccarelli Saeli |

|           |           |                          |
| 4: Ivović | Marcatori | 2: Buckner, A.Calcaterra |

| Arbitri: | Paoletti Riccitelli |

|         |           |                      |
| 5: Elez | Marcatori | 2: Nossek, Camilleri |

| Arbitri: | Bianco Pinato |

|             |           |           |
| 4: Astarita | Marcatori | 4: Sadovy |

| Arbitri: | Brasiliano Savarese |

|          |           |           |
| 3: Gallo | Marcatori | 4: Pagani |

### Semifinali

#### Gara 1
| Arbitri: | Savarese Collantoni |

|           |           |           |
| 5: Ivović | Marcatori | 4: Nossek |

| Arbitri: | Paoletti Severo |

|            |           |            |
| 4: Janović | Marcatori | 2: Bertoli |

#### Gara 2
| Arbitri: | Ceccarelli Gomez |

|                                            |           |                     |
| 1: R.Di Somma, Nossek, Mugnaini, Camilleri | Marcatori | 4: Figlioli, Ivović |

| Arbitri: | Stampalija Brala |

|                                |           |                 |
| 1: Buonocore, Mattiello, Gallo | Marcatori | 3: G.Fiorentini |

#### Semifinali 5º-8º posto
|                     | Gara 1 | Gara 1    | Gara 2 | Gara 2    | Tot. |
| ------------------- | ------ | --------- | ------ | --------- | ---- |
| Leonessa - Latina   | 15-8   | 22 aprile | 11-10  | 30 aprile | 2-0  |
| Florentia - Camogli | 20-17  | 22 aprile | 13-12  | 30 aprile | 2-0  |

### Finali

#### 5º posto
|                      | Gara 1 | Gara 1    | Gara 2 | Gara 2    | Tot. |
| -------------------- | ------ | --------- | ------ | --------- | ---- |
| Leonessa - Florentia | 10-9   | 11 maggio | 17-15  | 14 maggio | 2-0  |

#### 3º posto
|                       | Gara 1 | Gara 1    | Gara 2 | Gara 2    | Tot. |
| --------------------- | ------ | --------- | ------ | --------- | ---- |
| Posillipo - Bogliasco | 11-8   | 11 maggio | 9-7    | 14 maggio | 2-0  |

#### Finale Scudetto
| Arbitri: | Vlašić Peris |

|                      |           |            |
| 3: Figlioli, Benedek | Marcatori | 3: Janović |

| Arbitri: | Gomez Bianchi |

|             |           |           |
| 4: Astarita | Marcatori | 5: Ivović |

| Arbitri: | Caputi Paoletti |

|                           |           |                 |
| 2: Di Costanzo, Giorgetti | Marcatori | 4: G.Fiorentini |

## Classifica finale
|  |     | Classifica finale 2010-2011 | G  | V  | N | P  | GF  | GS  | DR   |
|  | --- | --------------------------- | -- | -- | - | -- | --- | --- | ---- |
|  | 1.  | Pro Recco                   | 29 | 28 | 0 | 1  | 412 | 199 | +213 |
|  | 2.  | Savona                      | 29 | 24 | 0 | 5  | 397 | 286 | +111 |
|  | 3.  | Posillipo                   | 28 | 22 | 1 | 7  | 267 | 225 | +42  |
|  | 4.  | Bogliasco                   | 28 | 11 | 3 | 14 | 251 | 291 | -40  |
|  | 5.  | Leonessa                    | 28 | 19 | 1 | 8  | 333 | 261 | +72  |
|  | 6.  | Florentia                   | 28 | 12 | 2 | 14 | 316 | 365 | -49  |
|  | 7.  | Camogli                     | 26 | 8  | 4 | 14 | 274 | 295 | -19  |
|  | 8.  | Latina                      | 26 | 8  | 0 | 18 | 236 | 291 | -55  |
|  | 9.  | Ortigia                     | 22 | 7  | 1 | 14 | 199 | 226 | -27  |
|  | 10. | Nervi                       | 22 | 6  | 1 | 15 | 207 | 260 | -53  |
|  | 11. | Lazio                       | 22 | 4  | 2 | 16 | 171 | 232 | -61  |
|  | 12. | Imperia                     | 22 | 0  | 1 | 21 | 147 | 337 | -190 |

## Verdetti
- Pro Recco Campione d'Italia 2010-2011
- Pro Recco, R.N. Savona e C.N. Posillipo qualificate alla LEN Champions League 2011-2012
- R.N. Bogliasco e Leonessa Brescia qualificate al LEN Euro Cup 2011-2012
- ? qualificata alla Coppa Comen 2011-2012
- Lazio e R.N. Imperia retrocesse in Serie A2

## Classifica marcatori
|                | Gol | Marcatore             | Squadra   |
| -------------- | --- | --------------------- | --------- |
|                | 79  | Aleksandar Ivović     | Pro Recco |
|                | 66  | Federico Pagani       | Florentia |
|                | 65  | Valentino Gallo       | Posillipo |
|                |     | Mlađan Janović        | Savona    |
|                | 51  | Christian Presciutti  | Leonessa  |
|                | 64  | Tibor Benedek         | Pro Recco |
|                | 62  | Boris Zloković        | Pro Recco |
|                | 61  | Alessandro Calcaterra | Latina    |
|                | 59  | Marko Elez            | Leonessa  |
|                |     | Heiko Nossek          | Bogliasco |
|                | 56  | Steven Camilleri      | Latina    |
|                |     | Goran Fiorentini      | Savona    |
|                |     | Stefano Luongo        | Camogli   |
| Regular Season |     |                       |           |
|                | 56  | Alessandro Calcaterra | Latina    |
|                | 54  | Aleksandar Ivović     | Pro Recco |
|                | 52  | Valentino Gallo       | Posillipo |
|                |     | Boris Zloković        | Pro Recco |
|                | 51  | Federico Pagani       | Florentia |
|                |     |                       |           |